# 과나후아토주

과나후아토 주

과나후아토주(스페인어: Guanajuato)는 멕시코 중북부에 위치한 주로 주도는 과나후아토이며 면적은 30,607km2, 인구는 5,486,372명(2012년 기준), 인구 밀도는 180명/km2이다. 1823년 12월 20일에 신설되었으며 46개 지방 자치체를 관할한다. 서쪽으로는 할리스코주, 북서쪽으로는 사카테카스주, 북쪽으로는 산루이스포토시주, 동쪽으로는 케레타로주, 남쪽으로는 미초아칸주와 접한다.

주기
주 문장

## 인구
| 연도 | 인구      | ±%     |
| ---- | --------- | ------ |
| 1895 | 1,069,418 | —      |
| 1900 | 1,061,724 | −0.7%  |
| 1910 | 1,081,651 | +1.9%  |
| 1921 | 860,364   | −20.5% |
| 1930 | 987,801   | +14.8% |
| 1940 | 1,046,490 | +5.9%  |
| 1950 | 1,328,712 | +27.0% |
| 1960 | 1,735,490 | +30.6% |
| 1970 | 2,270,370 | +30.8% |
| 1980 | 3,006,110 | +32.4% |
| 1990 | 3,982,593 | +32.5% |
| 1995 | 4,406,568 | +10.6% |
| 2000 | 4,663,032 | +5.8%  |
| 2005 | 4,893,812 | +4.9%  |
| 2010 | 5,486,372 | +12.1% |
| 2015 | 5,853,677 | +6.7%  |
| 2020 | 6,166,934 | +5.4%  |